# Ōi, Kanagawa
Ōi (japanska: 大井町?, Ōi-machi) är en landskommun (köping) i Kanagawa prefektur i Japan.  